# Гологолов
Гологолов (Picathartes) — рід горобцеподібних птахів, єдиний у родині гологоловових (Picathartidae).

## Поширення
Гологолови поширені в Західній і Центральній Африці: в Гвінеї, Сьєрра-Леоне, Ліберії, Кот-д'Івуарі, Гані (гологолов західний), Нігерії, Камеруні, Екваторіальній Гвінеї, Габоні, Республіці Конго і Центрально-Африканській Республіці (гологолов східний). Мешкають в низинних тропічних лісах на висоті до 800 м, в кам'янистій і горбистій місцевості на схилах пагорбів і гір.

## Види
- Гологолов західний (Picathartes gymnocephalus)
- Гологолов східний (Picathartes oreas)